# Битка код Насирије
Битка код Насирије водила се између друге америчке експедиционе бригаде маринаца и ирачких снага 2003. године током америчке инвазије на Ирак од 23. марта до 2. априла.  
Насирија је град који лежи уз обалу реке Еуфрат у провинцији Ди Кар, око 362 км југоисточно од Багдада. Његово становништво готово у потпуности чине шиитски муслимани. У ноћи 24. на 25. март, већина маринаца пуковске борбене екипе 1 прошла је кроз град преко мостова и напала северно према Багдаду. Међутим, борбе су се наставиле у граду до 1. априла, када је ирачки отпор у граду поражен. 

## Битка
У почетку, 1. маринска дивизија (Сједињене Државе) се борила кроз нафтна поља Румаила и преселила на север на Насирију - град с доминираним градом у Сијету, са важним стратешким значајем са главном цестом и његовом близином оближњем талилским аеродромом . Такође се налазио близу бројних стратешки важних мостова преко реке Еуфрат. Град је бранио мешовит ред редовних ирачких војних јединица, лојалиста из Ирака и иностранства. Трећа војска пешадијске дивизије Сједињених Држава поразила је ирачке снаге уграђене у и око аеродрома и заобилазила град на запад.
Дана 23. марта, конвој треће пешадијске дивизије, били су у заседи након погрешног скретања у град. Једанаест војника САД-а убијено је, а седам заробљено. Истог дана, маринци из Друге маринске дивизије ушли су у Насирију, суочавајући се са великим отпором док су се преселили да обезбеде два главна моста у граду. 
Неколико маринаца убијено је током ватре са Ирачанима у градским борбама. На каналу Садам, још 18 маринаца убијено је у тешким борбама са ирачким војницима. Ваздушна снага А-10 била је укључена у случај пријатељске ватре која је резултирала смрћу шест маринаца када је случајно напала америчко амфибијско возило. Два друга возила су уништена када је гомила РПГ и ватреног оружја убила већину маринаца. Ватрогасна групаубијена је од стране непријатељске ватре, а два инжињера су се удавила у каналу Садам. Мостови су обезбеђени, а Друга маринска дивизија успоставила је периметар око града.
Увече 24. марта, 2. светски оклопни извиђачки батаљон, који је био приписан Регименталном борбеном тиму један (РЦТ-1), гурнуо је Насирију и успоставио периметар од 15 километара северно од града. Ирачка појачања из Кута покренула су неколико контра-контада. Маринци су успели да их одбране користећи индиректну ватру и затворену ваздушну подршку. Последњи ирачки напад био је заустављен у зору. Батаљон је проценио да је убијено 200-300 ирачких војника, без јединствене жртве у САД. Насирија је проглашена сигурном, али су напади ирачана наставили. Ови напади су били неусаглашени и резултирали су ватреним оружјем у којима је убијен велики број Ирачана. Због стратешког положаја Насирије као цестовног стајалишта, дошло је до значајног ометања када су се америчке снаге кретале на северу приближиле градским околним аутопутевима.
Са обезбеђеним насиријским и талилским аеродромима, снаге Коалиције стекле су важан логистички центар у јужном Ираку и успоставили Јалибах ФОБ / ЕАФ, на удаљености од 16 километара изван Насирије. Додатне снаге и снабдевање су убрзо доведене кроз ову оперативну базу. 101. ваздухопловна дивизија наставила је свој напад на сјеверу у подршци трећој пешадијској дивизији.
До 28. марта, тешка пешчана олуја успорила је напредовање Коалиције, док је 3. пешадијска дивизија зауставила свој северни погон на пола пута између Наџафа и Карбале. Ваздушне операције хеликоптера, спремне да донесу појачања из 101. ваздухоплова, блокиране су три дана. На мосту и око моста у близини града Куфла било је посебно тешких борби.